# 159 Aemilia
A 159 Aemilia a Naprendszer kisbolygóövében található aszteroida. Henry, Paul fedezte fel 1876. január 26-án.